# Graellsia graellsiifolia
Graellsia graellsiifolia är en korsblommig växtart som först beskrevs av Vladimir Ippolitovich Lipsky, och fick sitt nu gällande namn av Poulter. Graellsia graellsiifolia ingår i släktet Graellsia och familjen korsblommiga växter. Inga underarter finns listade i Catalogue of Life.